# إدخال خلوي متواسط بالمستقبل

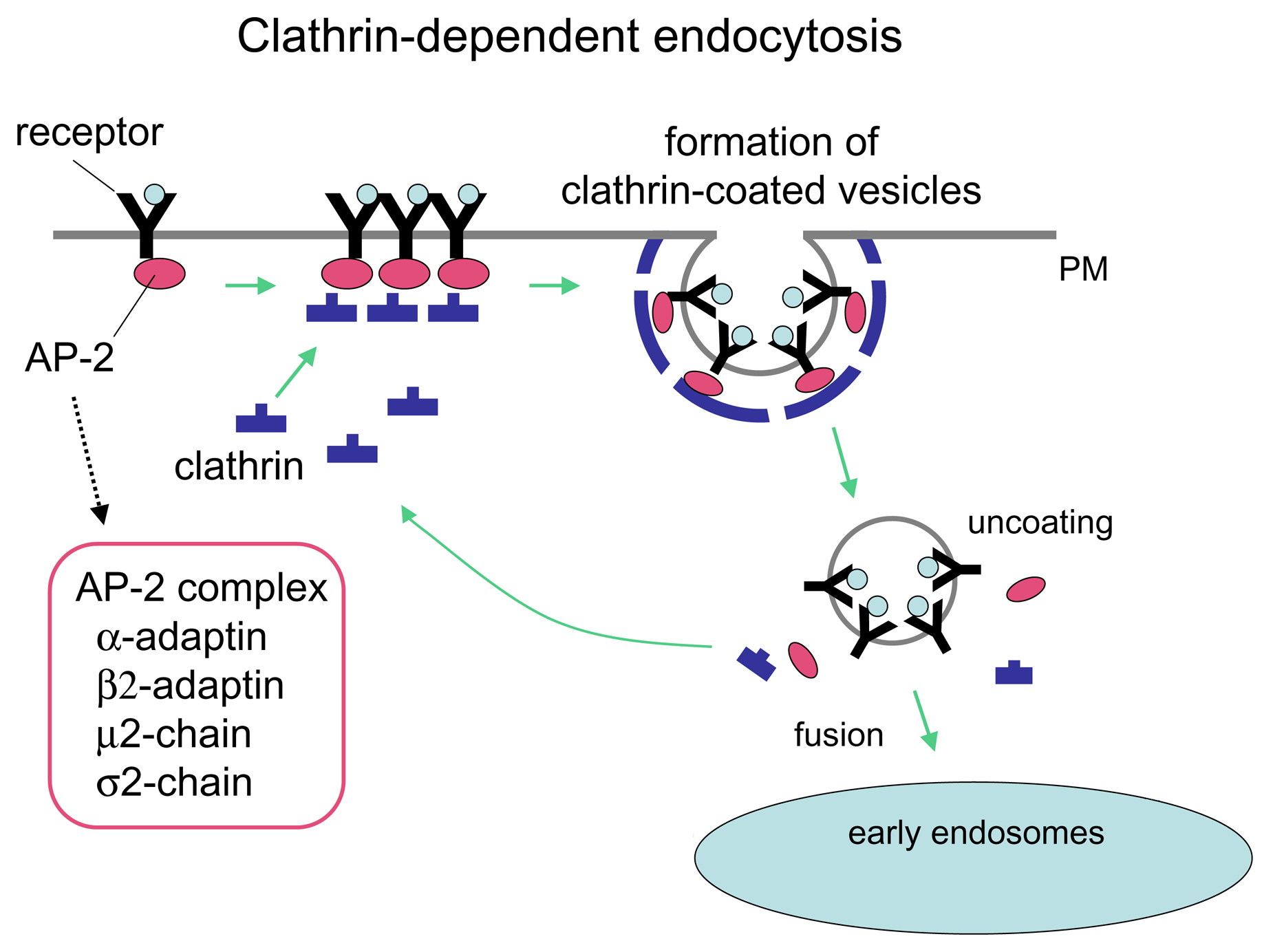
مخطط يوضح العملية

الإدخال الخلوي المتواسط بالمستقبل أو التقام متواسط بالمستقبل (بالإنجليزية: Receptor-mediated endocytosis)‏ أو التقام متواسط بالكلاثرين (بالإنجليزية: Clathrin-mediated endocytosis)‏ هي عملية امتصاص الخلية للمستقلبات أو البروتينات أو الهرمونات وكذلك الفيروسات كما يحدث في حالات معينة بواسطة عملية إدخال خلوي من خلال عملية تبرعم الغشاء الخلوي نحو الداخل لتكوين حويصلة تحتوي البروتين وموقع المستقبل حيث سيتم الامتصاص.
يمكن تسميه هذه العملية بالاحتساء في حالة امتصاص مواد سائلة.